# Rediviva longimanus
Rediviva longimanus är en biart som beskrevs av Michener 1981. Rediviva longimanus ingår i släktet Rediviva och familjen sommarbin. Inga underarter finns listade i Catalogue of Life. Arten är endemisk för Sydafrika.

## Beskrivning
Rediviva longimanus är ett övervägande svart bi, med brunorange hår på skenbenen. Kroppslängden är omkring 14 mm, men honan har starkt förlängda framben, upp till 19 mm långa, som hon använder för att hämta upp olja från oljeproducerande blommor i släktet tvillingsporrar (Diascia) och familjen flenörtsväxter.

## Ekologi
Arten är ett solitärt bi, som lever i tempererat klimat. Honan bygger underjordiska bon, vilka hon fyller med en blandning av pollen och växtolja som näring för larven. Hon klär även boets väggar med oljan.
Arten är polylektisk, den besöker blommande växter från många olika familjer. Förutom flenörtsväxter (släktet Diascia), besöker biet Cysticapnos vesicaria i familjen vallmoväxter, släktena Disperis, Holothrix och Pterygodium i familjen orkidéer, släktet solvänner i familjen korsblommiga växter samt släktet Moraea i familjen irisväxter.

## Utbredning
Arten är endemisk för Sydafrika, där den endast lever fragmenterat i små delpopulationer i ett litet område i Västra Kapprovinsen.